# Gymnothorax moringa
Gymnothorax moringa är en fiskart som först beskrevs av Cuvier 1829.  Gymnothorax moringa ingår i släktet Gymnothorax och familjen Muraenidae. Inga underarter finns listade i Catalogue of Life.